# Reverberació de molles
La reverberació es pot descriure com el seguit d'ones sonores produïdes per un so en ser reflectit per una o diverses superfícies. Es produeix de manera natural en llocs tancats, per exemple, habitacions, esglésies o coves. La reverberació influeix molt en la manera en què percebem un so, i ens ajuda a determinar d'on prové el so original, a quina distància es troba i el tipus d'entorn que ens envolta.

La reverberació és apreciada més clarament quant es produeix un so abrupte, un globus que explota, un cop de porta o un aplaudiment. Primer es produeix un retard fins que ens arriba el primer reflex, aquest retard ens ajuda a determinar la grandària del lloc en què ens trobem. Després, a mesura que el so és reflectit a les múltiples superfícies, es produeixen un seguit d'ones que se sobreposen entre elles. Tots els materials absorbeixen so, a més de reflectir-lo, això provoca que la intensitat de les ones disminueixi amb el temps, fins que desapareixen. Aquest temps és conegut com a Temps de reverberació o RT60, que es pot descriure com el temps que triguen les reflexions a assolir un nivell de pressió sonora (SPL) de -60 dB. El temps de reverberació ens dona una idea del material que ens envolta.
Per recrear de manera artificial les característiques de la reverberació natural s'han fet servir tota mena de mètodes, tubs metàl·lics amb un altaveu a un extrem i un micròfon a l'altre. Induint so mitjançant un transductor en una placa de metall. La reverberació de molles. Les unitats d'eco usant cinta magnètica, com l'Echo-plex o Copycat. Discs rotatoris, capaços d'emmagatzemar càrrega elèctrica, submergits en llaunes plenes d'oli, conegut com a Oil Can Echo inventat per la companyia Tel-rey, i més recentment el circuit integrat o la tecnologia digital.

## Història de la reverberació de molles

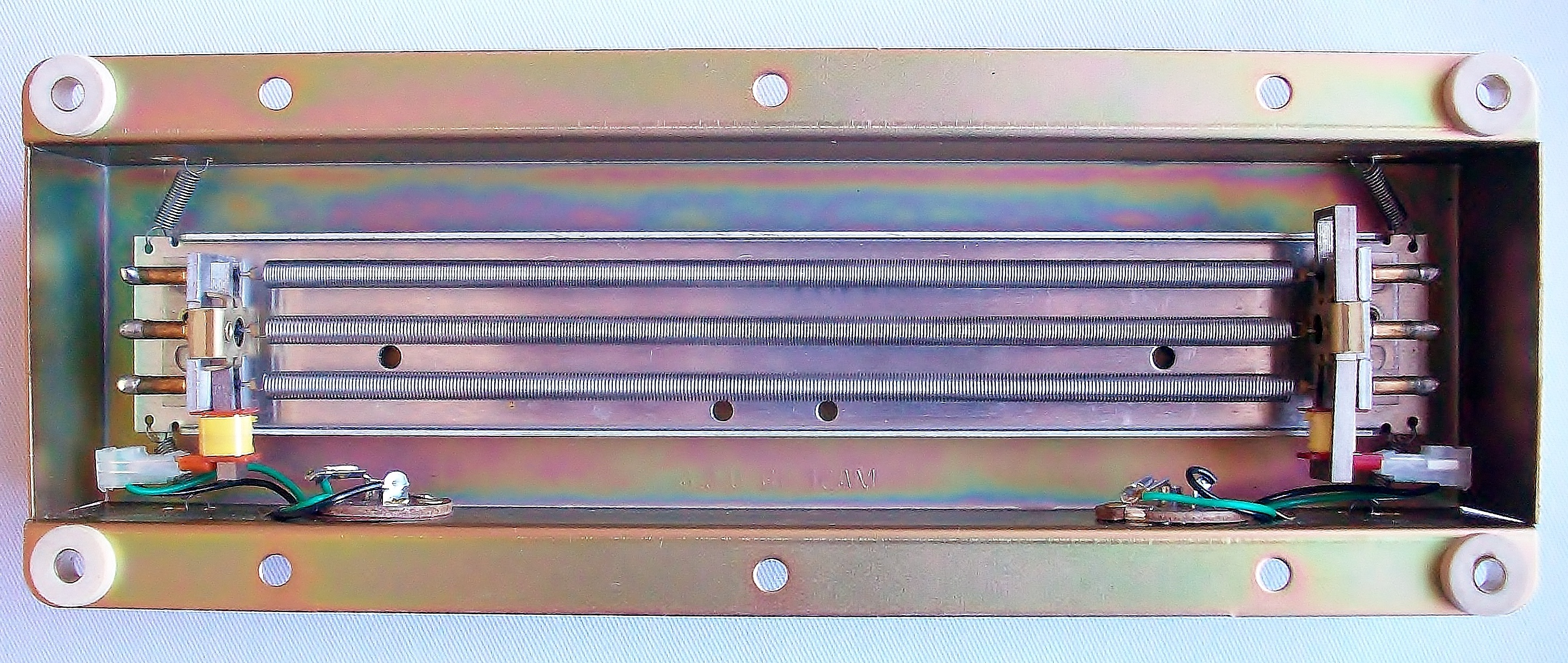
Vista general de l'interior del contenidor.

La reverberació usant molles va ser inventada per enginyers en telecomunicacions de la companyia Bell Labs que intentaven reproduir el retard en el so que es produeix en trucades telefòniques a llarga distància. Malgrat que la seqüència de múltiple ecos que produeix aquest mètode no era desitjable per als seus propòsits, va resultar d'allò més útil a un inventor anomenat Laurens Hammond, que va començar a utilitzar l'andròmina en els orgues elèctrics que construïa.
Hammond necessitava recrear de manera artificial la reverberació que produïen els orgues de tubs dintre d'una església, i que la gent esperava sentir quan compraven un orgue Hammond per al menjador de casa seva. En la seua recerca, Hammond, va topar amb l'invent produït per Bell Labs, i després d'unes modificacions, va començar a instal·lar-lo en els seus orgues. Les primeres unitats eren de grans dimensions, 120 cm d'alçada, però això no suposà un problema, ja que els orgues necessitaven un segon moble per als altaveus. Amb el temps, els mobles per als altaveus es van anar fent més petit, i va aparèixer la necessitat de reduir les mides de la unitat de reverberació. L'any 1959, Alan Young, Bert Meinema i Herbert Canfield creen el collaret, anomenat així perquè les molles penjaven suspeses d'un marc metàl·lic en forma de T, de manera semblant a un collaret. El Collaret era més petit que el seu predecessor, 33 cm x 35 cm x 2,5 cm, era més econòmic de fabricar i produïa una reverberació més natural, però tenia un problema, si la unitat es movia, les molles colpejaven amb el marc i entre elles, això produïa un so semblant al d'un tro, quelcom no gaire desitjat per al menjador de casa.
L'any 1960 Alan Young va rebre la tasca de tornar a millorar la unitat de reverberació. Alan que a més d'enginyer era músic, va decidir crear un aparat que pogués portar dintre d'un maletí. I d'aquesta manera va néixer la unitat Hammond type 4. Aquesta unitat va esdevenir molt popular amb altres constructors d'orgues o qualsevol fabricant que necessitava reverberació.
La reverberació de molles també va ser popular als estudis de gravació, a causa del seu baix preu i dimensions reduïdes, molt més pràctica que una cambra de reverberació o una reverberació de placa. Malgrat això, avui en dia la tecnologia que més s'utilitza per recrear reverberació de forma artificial és la tecnologia digital. Tot i això la reverberació de molles segueix sent molt utilitzada en amplificadors de guitarra.

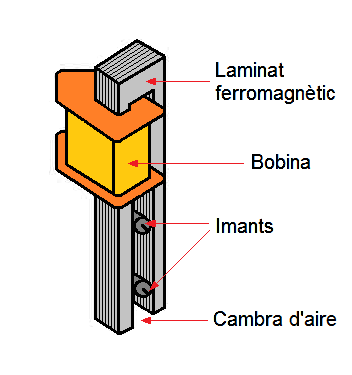
Transductor

## Com funciona
Els principals components en un contenidor de reverberació de molles són:
- Els transductors d'entrada i sortida: Cada transductor està format per una bobina que envolta un laminat ferromagnètic i dos imants cilíndrics, sospesos a la cambra d'aire, on es connecten les molles transmissores.

- Les molles transmissores: El senyal es desplaça per les molles i la seva llargada, diàmetre i gruix del filferro determinen el caràcter de la reverberació.

Aquests elements són muntats dintre d'un xassís que és subjectat per quatre molles al contenidor exterior, tanmateix, el contenidor normalment és assegurat al moble mitjançant uns peus de goma. D'aquesta manera s'aconsegueix esmorteir qualsevol vibració exterior que pogués afectar els transductors i que seria amplificada amb la resta del senyal.
Quant s'aplica un senyal elèctric al transductor d'entrada, aquest produeix un flux magnètic variable que fa moure els imants ubicats a la cambra d'aire, transformant el senyal elèctric en moviment en forme d'ones. Aquestes ones són passades a les molles transmissores, per on es desplacen fins al transductor de sortida. El temps que triga el senyal a desplaçar-se d'un transductor a l'altre és el temps de retard que pateix el primer reflexa. Part del senyal retorna per la molla i rebota a l'inductor d'entrada, desplaçant-se amunt i avall de la molla i creant així tota mena de reflexos complexos. Aquests reflexos topen els uns amb els altres i per aquest fet el senyal es va esmorteint a poc a poc. La interacció entre les ones sonores és molt complex però cal mencionar que afecte més unes bandes de freqüència que a d'altres. El temps que el senyal triga a desaparèixer és anomenat RT60.

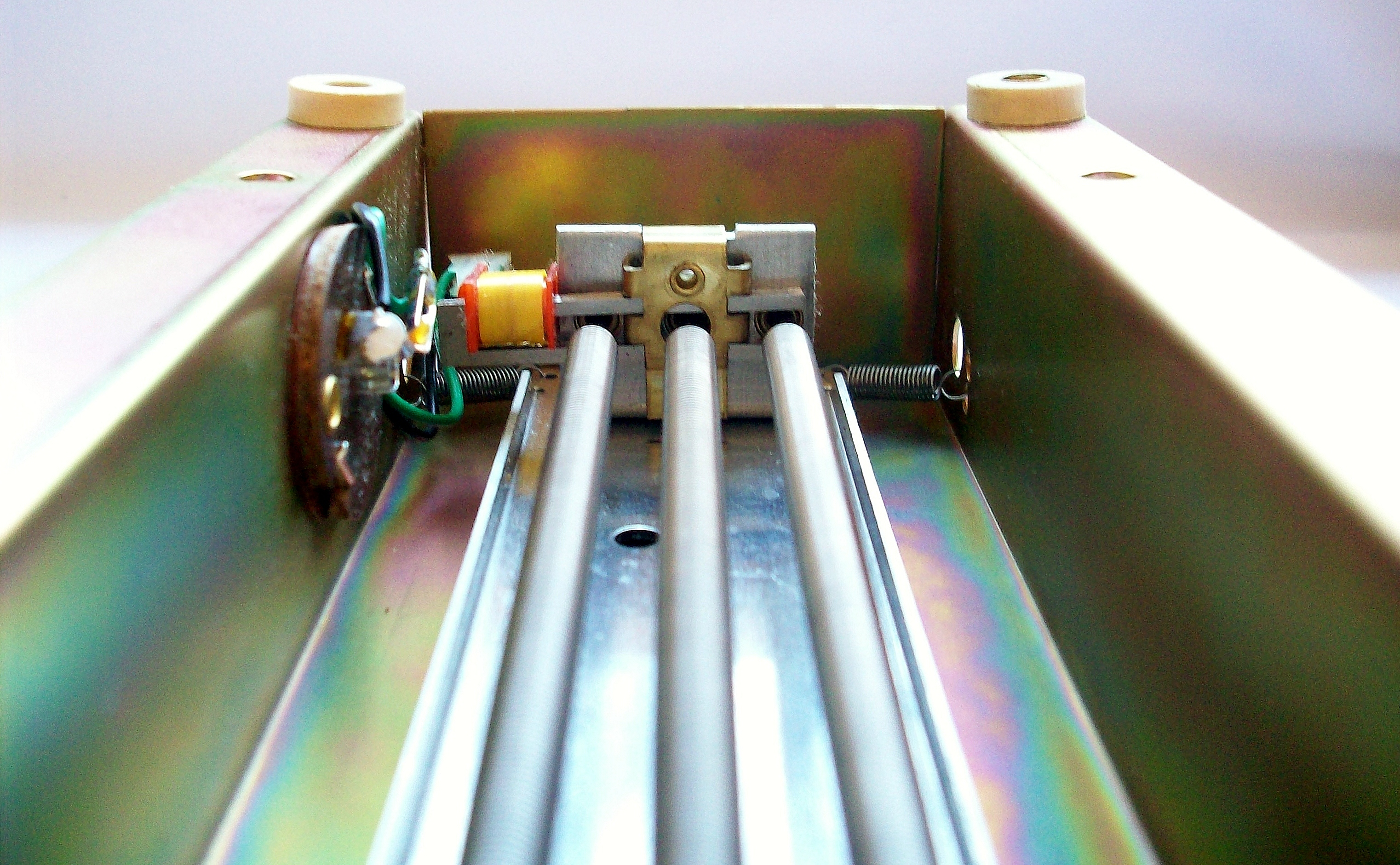
Detall del Transductor (al fons) i les Molles.

El transductor de sortida funciona exactament a l'inrevés que el d'entrada. El moviment de les molles fa moure els imants de la cambra d'aire. Això produeix un flux magnètic variable
que crea un voltatge als terminals de la bobina.
Per millorar la qualitat de la reverberació es fan servir múltiples molles amb un temps de retard diferent, d'aquesta manera s'imita l'efecte de la reverberació natural, ja que l'oient difícilment es trobaria al centre d'una habitació buida i completament rodona. L'ús de múltiples molles també millora la resposta de freqüència. Es poden trobar contenidors de dos i de tres molles.
En aquesta taula es dona el temps de retard de les diferents molles que formen un contenidor de reverberació per molles.
| Mida de la Molla | Tres Molles | Dues Molles |
| Curta            | 33 ms       | 33 ms       |
| Llarga           | 41 ms       | 41 ms       |
| Mitja            | 37 ms       | --          |
| ---------------- | ----------- | ----------- |

## Consideracions en el disseny dels circuits electrònics
A l'hora de dissenyar un circuit electrònic per una unitat de reverberació de molles s'ha de tenir en compte:
- El transductor d'entrada es pot considerar, bàsicament, una inductància. Això vol dir que la impedància del transductor augmenta amb la freqüència. Per poder mantenir un voltatge constant per a tota la banda de freqüència, i per tal d'evitar la pèrdua de freqüències altes, el flux de corrent a la bobina del transductor ha de ser constant. Això es pot aconseguir mitjançant un equalitzador passaalts amb un augment a la corba de resposta de 6 dB/octava. Una altra manera d'aconseguir una resposta freqüencial constant és usant un preamplificador que subministri un corrent constant. Per aquesta tasca es pot fer servir un amplificador operacional amb una gran impedància de sortida, ja que s'adapta automàticament al valor de la impedància d'entrada per a qualsevol freqüència.

- Si es fan servir vàlvules per als preamplificadors el transductor d'entrada, es pot considerar bàsicament un altaveu. Per tant, serà necessari l'ús d'un transformador. El senyal de sortida de les vàlvules és d'alt voltatge i d'alta impedància, i per tal és necessari ”transformar-lo” a un senyal d'alt corrent i impedància baixa. És important que les vàlvules “vegin” una determinada impedància al primari del transformador, aquesta impedància ve donada per la raó entre el nombre d'espires entre el primari i secundari del transformador, i la impedància del transductor d'entrada. Si s'utilitza el circuit de la  Figura 1 el primari ha de “presentar” 25 kΩ al doble tríode12AT7. Per tant, la raó ha de “transformar” els 8 Ω del transductor a 25 kΩ per a la vàlvula. El transformador només necessita suportar una  potència de 2 W o 3 W.

- S'ha d'evitar subministrar corrent continu a la bobina, ja que la presència de C.C disminueix el màxim valor de pic que pot assolir el senyal sense saturar la bobina.

- Utilitzar el màxim d'amplificació possible al preamplificador d'entrada sense causar la saturació de la bobina. D'aquesta manera s'aconsegueix el millor rang dinàmic possible. Això és d'especial importància als amplificadors de guitarra o d'orgue, ja que ens permet disminuir el guany del preamplificador de sortida i així minimitzar la possibilitat de  feed-back.

- Es recomana usar un filtre passaalts, al preamplificador d'entrada, per desfer-se de les freqüències més baixes, per sota dels 150 Hz-300 Hz, això d'ona un to més “clar” o “cristal·lí” a la reverberació. En el cas dels amplificadors de guitarra es pot afegir un filtre passabaixos amb una freqüència de tall al voltant del 4,5 kHz-6 kHz, ja que la guitarra no produeix tons a freqüències per sobre d'aquesta banda i ens ajuda a desfer-nos d'interferències magnètiques que puguin ser captades pels transductors.

- També és recomanable usar un filtre passa-alts al preamplificador de sortida, amb una freqüència de tall de 50 Hz-100 Hz, ja que el transductor de sortida pot captar tota mena de vibracions exteriors.

- El transductor de sortida també es pot considerar bàsicament una inductància. La impedància del preamplificador de sortida ha de ser prou elevada per impedir la pèrdua de les freqüències altes.

- Quan es reemplaça una unitat de reverberació a un circuit ja existent és important triar una nova unitat amb les mateixes impedàncies d'entrada i sortida per evitar un mal funcionament de la reverberació. Això és d'especial interès en amplificadors de vàlvules, ja que una impedància equivocada podria danyar el preamplificador d'entrada, i possiblement la resta de l'amplificador.

- Els  connectors RCA d'entrada i sortida poden tenir el terminal negatiu (anell exterior) connectat al contenidor (Presa de terra). Es poden trobar tota mena de combinacions de connectors, d'entrada i sortida, amb presa de terra o sense.

## La Reverberació artificial
Quan s'experimenta una reverberació en un entorn natural l'oient rep el so original i la reverberació produïda per aquest. Per tant, quan el que es vol és recrear aquest efecte de manera artificial, és imprescindible afegir la reverberació al so original. El contenidor de reverberació de molles només subministra reverberació, per això és necessari que el circuit electrònic de reverberació estigui en paral·lel amb un circuit electrònic per al so original. Gairebé totes les unitats de reverberació artificial, indiferentment del mètode utilitzat per recrear l'efecte, disposen d'un control per ajustar la quantitat de Reverberació que es vol afegir al so original.

### Circuit de Vàlvules

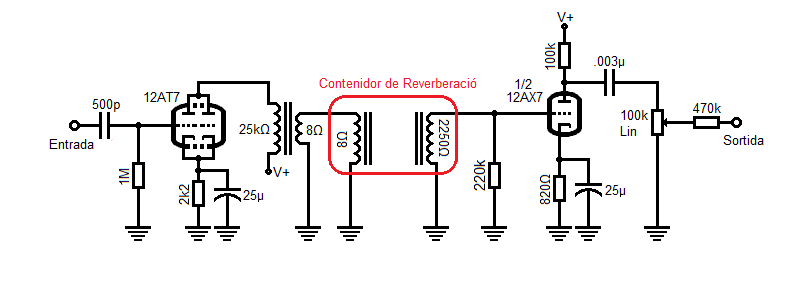
Circuit de reverberació de vàlvules

## Exemples de circuits

### Circuit de funció general
D1,D2= 1N4148

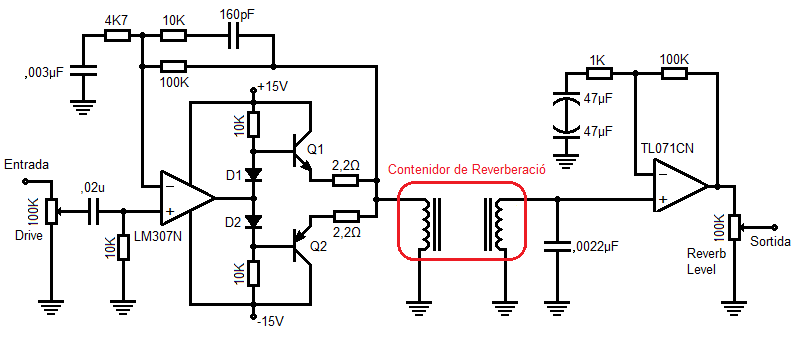
Circuit de funció general

Si la impedància del transductor és 8 Ω:
Q1=D40D8
Q2=D41D8
Si la impedància del Transductor és 150 Ω-600 Ω:
Q1=2N3904/2N4401
Q2=2N3906/2N4402

## Posicionament del contenidor
Com que els transductors són components electromecànics el seu posicionament correcte és important. S'ha de tenir cura en:
- Posicionar el contenidor on sigui menys susceptible a rebre vibracions. Per evitar vibracions els contenidors tenen uns peus de goma.

- El contenidor és metàl·lic per oferir protecció electromagnètica, tot i això s'ha d'evitar situar-lo a prop dels transformadors, especialment a tenir en compte en els amplificadors de Vàlvules. És recomanable que el connector de sortida estigui el més lluny possible del transformador.

- En el cas dels amplificadors de guitarra és preferible no situar el contenidor directament darrere de l'altaveu.

- Feed-back mecànic: També poden arribar vibracions a través dels cables si aquests són massa curts i estan tensats.

- Es fabriquen contenidors de reverberació de motlles per ser instal·lats en posicions horitzontal o vertical. Els diferents models venen equipats amb transductors dissenyats especialment per treballar en aquesta posició, ja que en un contenidor mal instal·lat el pes de les molles pot descentrar els imants a la càmera d'aire i acostar-los massa al laminat ferromagnètic.

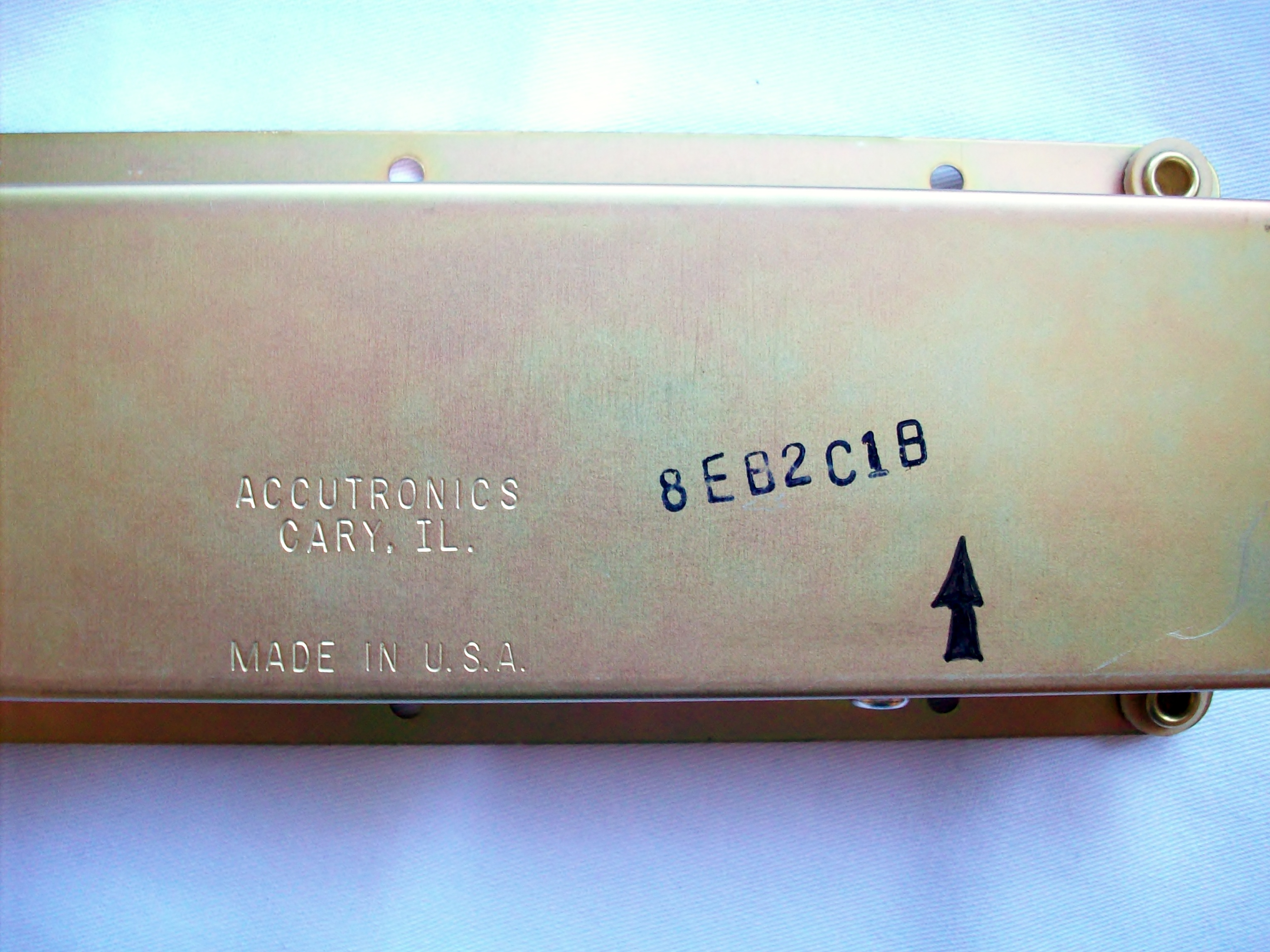
Exterior del contenidor on es pot observar el codi.

## Codi d'identificació
Gairebé tots els fabricants de contenidors de reverberació per molles fan servir un codi alfanumèric de set dígits que descriu les diferents característiques d'aquest model en particular. Aquest codi es pot trobar inscrit a l'exterior del contenidor i serà quelcom semblant a 4AB3C1B. Alguns fabricants afegeixen un prefix al codi per distingir-se d'altres companyies, però el codi bàsic segueix sent el mateix.

## Taula del Codi d'identificació
| Primer digit | Tipus de contenidor | Segon Digit | Impedància de entrada | Tercer Digit | Impedància de Sortida | Quart Digit | RT60                 | Cinquè Digit | Presa de Terra        | Sisè Digit | Dispositiu de tancat | Setè Digit | Posició de muntatge        |
| 1            | Curt, 2 Molles      | A           | 8 Ω                   | A            | 500 Ω                 | 1           | Curt 1,2 s - 2,0 s   | A            | Entrada=No Sortida=No | 1          | Sense                | A          | Horitzontal cara amunt     |
| 4            | Llarg, 2 Molles     | B           | 150 Ω                 | B            | 2250 Ω                | 2           | Mitja 1,75 s - 3,0 s | B            | Entrada=Si Sortida=No |            |                      | B          | Horitzontal de cara avall  |
| 8            | Curt, 3 Molles      | C           | 200 Ω                 | C            | 10K Ω                 | 3           | Llarg 2,75 s - 4,0 s | C            | Entrada=No Sortida=Si |            |                      | C          | Vertical connectors a dalt |
| 9            | Llarg, 3 Molles     | D           | 250 Ω                 |              |                       |             |                      | D            | Entrada=Si Sortida=Si |            |                      | D          | Vertical connectors abaix  |
|              |                     | E           | 600 Ω                 |              |                       |             |                      |              |                       |            |                      | E          | Dempeus entrada a dalt     |
|              |                     | F           | 1475 Ω                |              |                       |             |                      |              |                       |            |                      | F          | Dempeus entrada abaix      |
| ------------ | ------------------- | ----------- | --------------------- | ------------ | --------------------- | ----------- | -------------------- | ------------ | --------------------- | ---------- | -------------------- | ---------- | -------------------------- |